# Linda Boström (skådespelare)
Maria Adolfina Theolinda (Linda) Boström, född Gille den 27 oktober 1839 i Hedvig Eleonora församling, Stockholm, död där 7 november 1913, var en svensk skådespelerska. Hon var engagerad vid Stora Teatern, Göteborg, 1869–1873 och 1875–1883. 
Boström började sin teaterbana 1854 i faderns, Theodor Gilles, teatersällskap. År 1858 lämnade hon teateryrket för att arbeta som modist. Hon återvände dock snart till scenen och var 1861–1863 åter engagerad vid faderns teatersällskap. Åren 1863–1866 var hon anställd vid Carl Otto Lindmarks teatersällskap, 1866–1868 hos Constantin Rohde, 1868–1869 vid Mindre teatern i Stockholm, 1869–1873 och 1875–1883 vid Stora Teatern i Göteborg och 1870–1871 vid Mindre teatern, Göteborg. Boström arbetade 1871–1873 vid Wilhelm Åhmans teatersällskap, 1873–1874 vid Ladugårdslandsteatern hos Thérèse Elfforss, 1883–1884 vid Södra Teatern, 1884–1885 vid Svenska Teatern i Helsingfors, 1886–1888 för William Engelbrecht, 1888–1893 och 1894–1896 för August Lindberg samt 1896–1904 för Albert Ranft.
Bland hennes roller märks Sigrid i Bröllopet på Ulfåsa, Mathilda i En komedi, Julia i Kan ej, Portia i Köpmannen i Venedig, Susanne i En papperslapp, Fru Bellamy i Onkel Sam, Hertiginnan i Tråkigt sällskap, Reine Dupuis i Ett hem, Hertiginnan i Ett glas vatten och Fru Bonivard i Du vals skilsmässa.
Linda Boström är begravd på Norra begravningsplatsen utanför Stockholm.

## Teater

### Roller (ej komplett)
| År   | Roll                 | Produktion                                   | Regi            | Teater                     |
| ---- | -------------------- | -------------------------------------------- | --------------- | -------------------------- |
| 1866 | Sigrid               | Bröllopet på Ulfåsa Frans Hedberg            | Hjalmar Agardh  | Malmö Teater               |
| 1875 | Sigrid               | Bröllopet på Ulfåsa Frans Hedberg            |                 | Stora Teatern, Göteborg    |
| 1888 | Madam Kruse          | Kärlek Edvard Brandes                        |                 | Vasateatern                |
| 1891 | Jungfru Ludvigsen    | Ett silverbröllop Emma Gad                   |                 | Mindre teatern, Göteborg   |
| 1898 | Ingrid               | Bröllopet på Ulfåsa Frans Hedberg            | Harald Molander | Svenska teatern, Stockholm |
| 1898 | Kanslirådinnan Ström | Familjen Jensen Edgard Høyer                 |                 | Svenska teatern, Stockholm |
| 1898 | Hertiginnan av York  | Konung Richard II William Shakespeare        | August Lindberg | Svenska teatern, Stockholm |
| 1899 | Ingrid               | Stor-Klas och Lill-Klas Gustaf af Geijerstam | Harald Molander | Svenska teatern, Stockholm |
| 1899 | Mor Hilse            | Vävarna Gerhart Hauptmann                    | Harald Molander | Svenska teatern, Stockholm |